# Штап у световној сфери
Штап у световној сфери био је симбол ауторитета и може се пратити у цивилизацијама и културама много старијим од хришћанства. Штап у световној сфери има важну улогу  у јеврејској и античкој, поготову римској традицији.. Док се Мојсијев штап и Ароново расцветало жезло појављују у Старом завету као инструменти божанске манифестације .  У патристичкој литератури штап је симбол божанске моћи, а жезло које носе анђели означава краљевски ауторитет.

## Историја
Штап у давна времена а и данас познат је као обележје владара, свештеника, посланика, путника, младожења. Тако је код древних Инка Индијанаца златан штап окруњен звездом био знак владарског достојанства. Свештеници код Гала имали су у рукама бели штепић у време верских обреда.
Као што је по старом грчком миту Прометеј од Зевса са неба украо огањ и са неба га донео у штапу људима на земљи, тако је и у српском народу за Светог Саву прича да је од ђавола украо ватру и у штапу га донео људима. Такође за Светог Саву се прича да је штапом само додирнуо земљу и из ње је проврела вода, или је из камена изазвао воду, или је стене претварао у кућу, вране у овце, или је бездушног човека додиром штапа претварао у камен. Чак је и једном приликом додиром гроба штапом из њега проговорио мртвац. Разуме се да су ова веровања стара и да су само пренесена на једног националног свеца.
Штап који је првобитно био средство рада,  временом је постало и средство реда, страха, закона а тиме и власти, па је тако давање штапа некој особи нпр. код Срба имало значење давања одређене власти.
Почеци употребе штапа као ознаке достојанства црквених прелата у хришћанству још увек нису расветљени. мада је у хришћанску уметност штап уведен од самог почетка и то на сценама које се односе на Мојсија,  успостављањем паралелизма између Христа као новог Мојсија који је у оновременој богословској литератури, преузет при представљању Христових чуда.
Током 4. века штап носе поједини светитељи, посебно Свети Петар, као симбол духовног ауторитета и моћи која му је додељена од стране Бог
Штап престаје да се представља на сценама са библијском тематиком током 6. и 7. века, када га замењују крст или скиптар (жезло).
У прошлости улоге штапа су се умножавале  и проширивале, да би се у цилизованом свету свеле на обичне и скоро безначајне улоге тог предмета.

## Облик и функција штапа
У канонским текстовима, у којима се користи неколико термина, у ранохришћанској уметности штап се представља у различитим формама, најчешће као:
- virga — кратка палица,
- pedum, — закривљени пастирски штап, итд.[13]

Због недостатка поузданих описа у писаним изворима и малог броја сачуваних представа, историчариме је јако тешко да донесу поуздан закључак да ли је током средњег века постојао јединствен облик архијерејског штапа и да ли се и како његова форма развијала, тим пре што су архијереји, аналогно инсигнијама цара, могли имати различита жезла за одређене церемоније.
Епископски штап
Писани извори пружају мало података, вероватно и због тога што архијерејски штап или патeрица
(патарица) припада инсигнијама које немају непосредну литургијску функцију. Најстарији помен епископског штапа потиче из прве половине 6. века и тиче се Цезарија, митрополита Арла док се у смислу клерикалне инсигније у западној цркви може пратити од 7. века.
Архијерејски штап као обележје православних епископа први пут је забележен у 9. веку, да би потом у византијским текстовима готово искључиво био довођен у везу са церемонијом избора игумана. односно архиепископа и патријарха.
Још у 12. веку у хиландарском и студеничком типику а затим у 13. веку помиње се давање штапа (жезла) као давање духовне власти. Нарочито је то важило у краљевским манастирима у којима су игумани постављани на краљев предлог. Тако је у Жичи и Студеници краљ лично изабраном игуману на свечаности увођена у дужност предавао штап или жезло.
У Црној Гори Његоша су после смрти владике Петра I главари обукли и са штапом преминулог владике представили народу као новог управитеља Црне Горе.
У Маријову (Северна Македонија) штап је део опреме свештеника и симбол њиховог пастирског позива.
По штаповима у облику слова Т уклесаном на неким босанским стећцима Соловјев је закључио да су испод њих сахрањени дедови или епислкопи босанске цркве.
- Патријарх Арсеније III
- Патријарх Арсеније IV
- Патријарх Павле
- Патријарх Иринеј